# Amiga 1000
L'Amiga 1000, également appelé Commodore Amiga 1000, ou même simplement Amiga, est le premier ordinateur de la gamme Amiga, sorti fin 1985 aux États-Unis. Il a été suivi en 1987 par l'Amiga 500 et l'Amiga 2000.

## Description
L'Amiga 1000 avait pour particularité de ne pas disposer d'une Mémoire morte (ROM) contenant le code d'amorçage. Ce dernier était livré sur une disquette qui devait donc être chargée avant chaque démarrage.
La raison d'être de ce curieux système résidait dans la difficulté rencontrée par les équipes de développement à achever le système d'exploitation AmigaOS. En phase de pré-production, alors que la partie matérielle était finalisée, le système d'exploitation était encore bien trop bugué pour être implanté dans la ROM du système. À une époque où les mémoires flash étaient financièrement inabordables pour des applications grand public, le système du Kickstart apparaissait comme le plus facilement évolutif, et l'Amiga 1000 fut donc commercialisé avec la version 1.1 du système d'exploitation sur disquette.
Cette spécificité donna lieu à un nouveau type de mémoire : la WOM (Write Once Memory). Physiquement, la WOM de l'Amiga 1000 était une Mémoire vive (RAM) classique, mais dont les canaux d'écriture étaient coupés par le système une fois le KickStart chargé.
Ce n'est qu'à partir de la version 1.2 que le système d'exploitation fut considéré comme suffisamment stable. C'est avec cette version puis la version 1.3, inscrite en ROM, que furent livrés les générations suivantes des ordinateurs Amiga.

## Spécifications Techniques

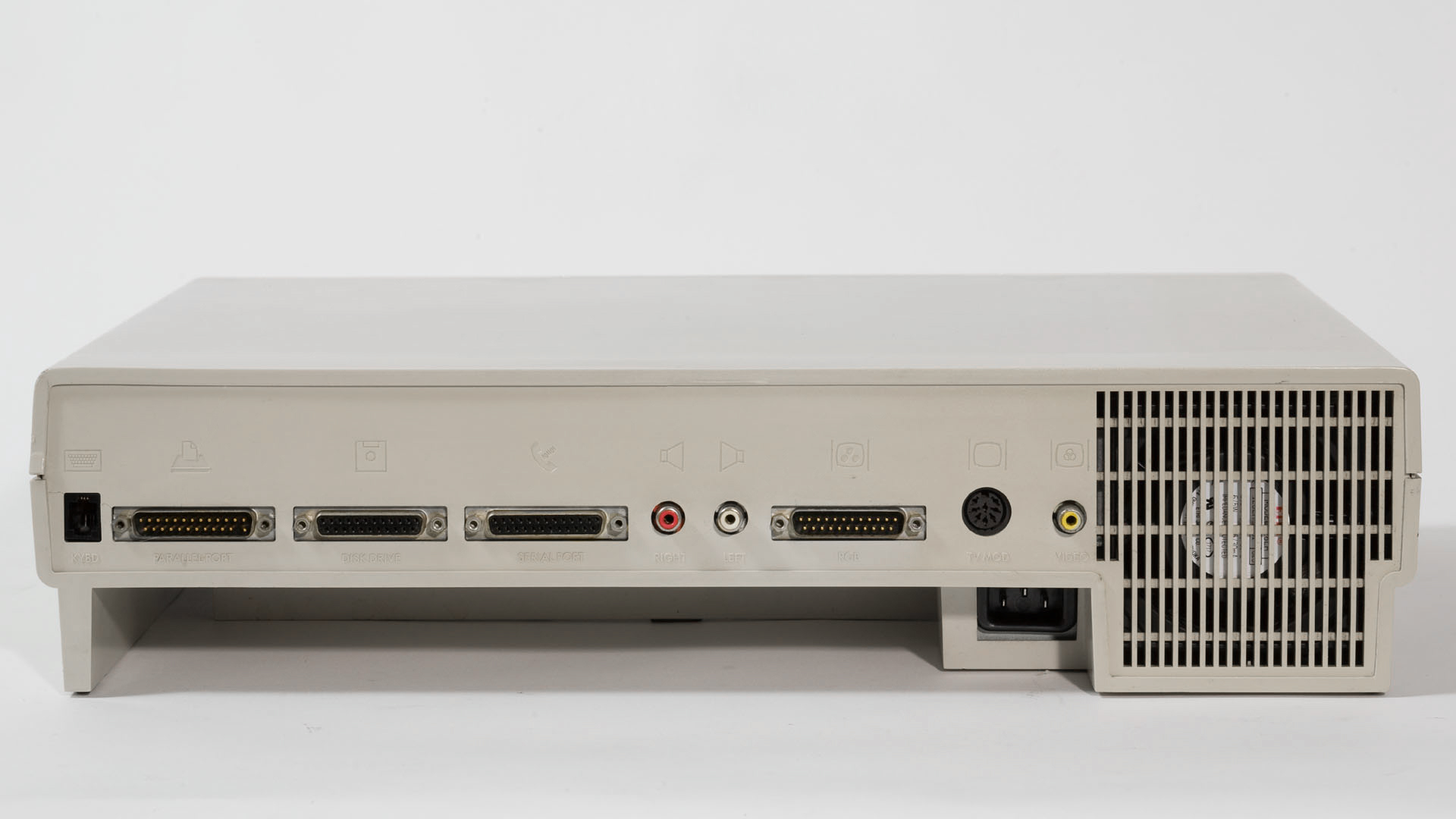
Vue arrière de l'A1000

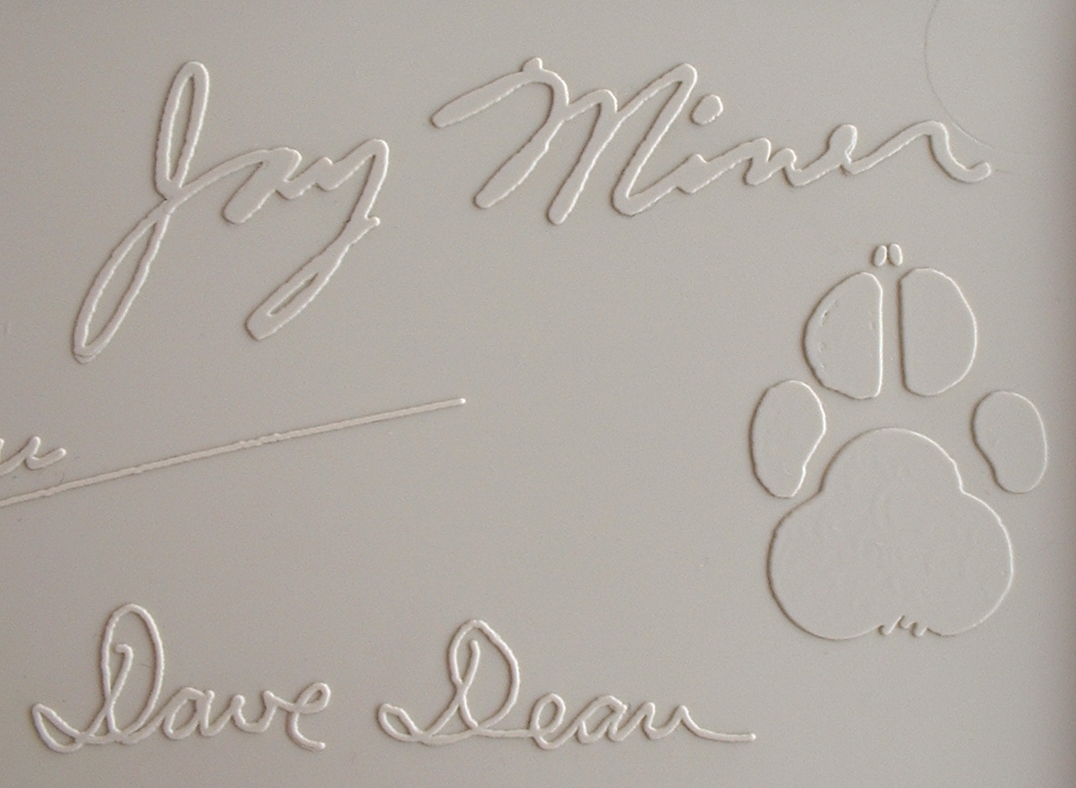
Signature de Jay Miner sous le couvercle supérieur d'un ordinateur Commodore Amiga 1000. L'empreinte de patte est celle de son chien Mitchy.

- Motorola 68000 (microprocesseur CISC 16/32 bits)
- système d'exploitation par défaut : AmigaOS 1.1, 1.2 ou 1.3 (ayant un noyau multitâche préemptif 32 bits) suivant la révision
- 256 ko de Chip RAM par défaut, extensible à 512 par ajout d'un module. (mémoire sonore, graphique et logicielle étant dans les mêmes espaces mémoire)
- mémoire vive : limite haute de 8,5 Mo, due aux limitations du MC68000 (adressage mémoire sur 24-bit)
- chipset OCS
- sortie TV 50 Hz (PAL) et 60 Hz (NTSC) par défaut suivant les versions. Mode 50/60 Hz basculant logiciellement dans les révisions suivantes
- audio : filtre passe-bas basculable logiciellement (la LED de l'alimentation baissant d'intensité quand le filtre est désactivé)
- partage IRQ (comme pour le bus PCI)
- le systeme d'IRQ a 7 niveaux de priorité d'interruptions.
- pas de limite dans le nombre d'interruptions
- périphériques gérés par Autoconfig, très similaire à l'ACPI. Les périphériques ne sont pas comptés ou nommés, juste la taille et les adresses sont fournies.